# 四宮源蔵
四宮 源蔵（しのみや げんぞう）は、戦国時代から安土桃山時代にかけての武士。実名は不明。山名氏の家臣。
詳細な経歴は不明であるが、伯耆山名氏に代々仕えていた重臣であったという。天正8年（1580年）8月の長和田の十三日崩れで敗れた主君・山名氏豊と共に但馬国へ逃れようとした。
途中、因幡気多郡勝部谷の田原谷村に住んでいた知人の百姓・平助宅に匿ってもらい手厚いもてなしを受けた。15日明朝、平助の案内により但馬への逃げ道を教えられ平助宅を後にした一行は勝部谷の山中において落人を捜索していた長田肥前らと遭遇、大勢の敵を前に奮戦するも力尽き氏豊と共に討ち取られた。
現在、主君・氏豊が祭られている惣社八幡宮（鳥取市青谷町）に「二ノ宮社」として祭られている。